# 凶心仁術
《狼心仁術》（英語：The Good Doctor）是一部2011年美國驚悚電影，由蘭斯·戴利執導，奧蘭度·布林主演兼擔任監製。

## 故事簡介
馬田·比克醫生（奧蘭度·布林 飾），是一位雄心勃勃但急於求成的年青醫生。駐醫院期間，馬田急切地想在上司和同事面前留下好印象，包括:首席駐院醫生韋倫（羅拔·摩路 飾）、成功而自信的實習醫生阿丹（特羅伊·格雷提 飾）和性格古板的護士杜麗莎（泰拉姬·漢森 飾）等。但事情發展一點都不順利，馬田擺脫不了他的不安。
有一日一位18歲病人黛安·尼遜（萊莉·基奧 飾）因腎臟感染而入院，馬田被安排爲她的主診醫生。黛安的信任令他重拾渴望已久的自信心。他非常享受照顧她，並開始對她產生了感情。
然而，他的熱忱已變成執著。當黛安的病情漸見好轉，馬田因爲害怕失去她而將她的藥物換掉，使黛安不得不返回醫院裡陪伴他。
及後醫護員占美（米高·彼拿 飾）發現了黛安的日記，知道馬田與黛安之關係，更以此敲詐馬田，使方便能取得有興奮作用的處方藥物，令事情變得不可收拾...

## 角色
- 奧蘭度·布林 - 馬田·比克醫生 (Dr. Martin Ploeck)
- 羅伯·莫羅 - 韋倫醫生 (Dr. Waylans)
- 特羅伊·格雷提 - 實習醫生阿丹 (Dan)
- 泰拉姬·漢森 - 杜麗莎護士 (Nurse Theresa)
- 萊莉·基奧 - 黛安·尼遜 (Diane Nixon)
- 麥可·潘納 - 占美醫護員 (Jimmy)

## 外部連結
- 《凶心仁術（页面存档备份，存于）》官方網站（英文）
- 互联网电影数据库（IMDb）上《The Good Doctor》的资料（英文）
- AllMovie上《The Good Doctor》的资料（英文）
- Box Office Mojo上《The Good Doctor》的資料（英文）
- 爛番茄上《The Good Doctor》的資料（英文）
- Metacritic上《The Good Doctor》的資料（英文）